# Francisco Rubio (acteur)
Francisco Rubio Diéguez, né le 7 septembre 1979 à Mexico, est un acteur mexicain.

## Filmographie
| Séries télévisées | Séries télévisées            | Séries télévisées         | Séries télévisées   |
| Année             | Série télévisée              | Rôle                      | Chaîne              |
| ----------------- | ---------------------------- | ------------------------- | ------------------- |
| 2003 - 2004       | Mujer, casos de la vida real | Acteur                    | Televisa            |
| 2006              | Mujer, casos de la vida real | Acteur                    | Televisa            |
| 2010              | Soy tu fan                   | Rodrigo                   | MTV Amérique latine |
| 2011              | Como dice el dicho           | Acteur                    | Televisa            |
| Telenovelas       |                              |                           |                     |
| Année             | Telenovela                   | Rôle                      | Chaîne              |
| 2002              | El juego de la vida          |                           | Televisa            |
| 2002 - 2003       | Clase 406                    | Carlos Muñoz "El Caballo" | Televisa            |
| 2006              | Les Deux Visages d'Ana       | Vicente Bustamante        | Televisa            |
| 2008 - 2009       | Juro que te amo              | Claudio Balcázar          | Televisa            |
| 2009              | Cuidado con el ángel         | Rafael                    | Televisa            |
| 2012              | Un refugio para el amor      | Fabián                    | Televisa            |
| 2012 - 2013       | La mujer del vendaval        | Amadeo Rosado Sánchez     | Televisa            |
| 2013 - 2014       | Por siempre mi amor          | Gonzalo Carbajal          | Televisa            |
| 2015 - 2016       | Simplemente María            | Marco Arenti Serrano      | Televisa            |